# Disa aperta
Disa aperta là một loài thực vật có hoa trong họ Lan. Loài này được N.E.Br. mô tả khoa học đầu tiên năm 1898.